# بهارستان (مقاطعة ديواندرة)
بهارستان (بالفارسية: بهارستان) هي قرية تقع في قسم حسين‌آباد الشمالي الريفي (مقاطعة ديواندرة) في إيران. يقدر عدد سكانها بـ 505 نسمة بحسب إحصاء 2016.